# St Andrews Bay
St Andrews Bay är en vik i Storbritannien.   Den ligger i kommunen Fife och riksdelen Skottland, i den norra delen av landet, 600 km norr om huvudstaden London.